# Bryolymnia castrena
Bryolymnia castrena är en fjärilsart som beskrevs av Jones 1914. Bryolymnia castrena ingår i släktet Bryolymnia och familjen nattflyn. Inga underarter finns listade i Catalogue of Life.